# Apis
Le api (Apis Linnaeus, 1758) fanno parte di un genere di insetti sociali della famiglia Apidae. È l'unico genere della tribù Apini. Due delle specie comprese nel genere possono essere "gestite" dall'uomo, ovvero Apis mellifera e Apis cerana.

## Tassonomia
Il genere comprende 27 specie:
- Apis aenigmatica Rayment
- Apis andreniformis Smith
- Apis armbrusteri Zeuner
- Apis bihamata Panzer
- Apis breviligula (Maa)
- Apis catanensis Roussy
- Apis cerana Fabricius - ape mellifera orientale o ape indica.
- Apis dorsata Fabricius - ape gigante.
- Apis florea Fabricius - ape nana.
- Apis henshawi Cockerell
- Apis incisa Fourcroy
- Apis koschevnikovi Enderlein
- Apis laboriosa Smith
- Apis lieftincki Maa
- Apis longitibia Zhang
- Apis melisuga Zeuner & Manning
- Apis mellifera Linnaeus - ape europea.
- Apis miocenica Hong
- Apis nigrocincta Smith
- Apis peroni Latreille
- Apis petrefacta (Riha)
- Apis philippina (Skorikov)
- Apis samarensis Maa
- Apis seminuda Fabricius
- Apis unicolor Latreille
- Apis vechti Maa

## Distribuzione

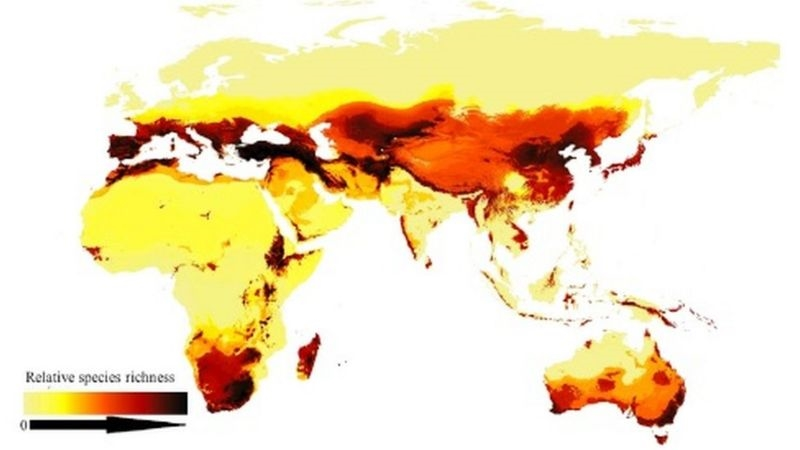
mappa della biodiversità delle api

L'Apis mellifera o cirioide, diffusa in tutti i continenti a esclusione delle zone artiche e antartiche, è l'unica conosciuta in Europa.
L'Apis cerana di dimensioni però più contenute, che ha il suo habitat in Medio ed Estremo Oriente, in particolare in: Afghanistan, Pakistan, India, Siberia, Cina e Giappone.
L'ape assassina (mellifera x africanizzata) è una specie molto aggressiva ottenuta dall'incrocio naturale dell'ape mellifera scutellata da quella mellifera mellifera e da quella mellifera ligustica, è una specie aliena portata dal biologo Warwick Estevam kerr in Sud America e l'ape è migrata nel Nord America. 
L'Apis dorsata risiede in particolar modo in India e nel Sud-Est asiatico, non è una specie domestica, ha la particolarità di costruire il favo aperto ed è di dimensioni ragguardevoli tanto da meritarsi il nome di ape gigante dell'India.

## Mieli pregiati

### Miele di Santoreggia
Il miele di santoreggia viene prodotto a partire dalla Santureja montana, che appartiene alla stessa famiglia del timo. In Abruzzo è conosciuto come “miele di timo”. La santoreggia è un piccolo arbusto che raggiunge i 15-20cm di altezza. I suoi fiori, rossi o bianchi, fioriscono tra il mese di maggio e il mese di giugno. Conosciuta fin dai tempi dei romani, questa pianta è molto utilizzata in cucina per esaltare il gusto delle pietanze, soprattutto quello dei legumi, e per la preparazione di svariate salse e condimenti. Nell’antichità, le si riconoscevano poteri afrodisiaci ed era un ingrediente immancabile nelle pozioni d’amore. Questo miele dal colore ambrato chiaro e dai riflessi verdi ha un odore e un sapore persistenti, ma gradevoli. Ha una consistenza morbida e una cristallizzazione a cristalli fini.

### Miele di Stregonia
La stregonia è una pianta originaria del Mediterraneo orientale.  Questa pianta, che può crescere fino ai 40cm di altezza, vive sopra i 1300m di altitudine, principalmente in ambienti di gariga o prateria mediterranea. Fiorisce fra i mesi di maggio e luglio.  Anche da questi fiori le api riescono a produrre un miele incredibile, estremamente raro. In Italia, infatti, l’unica produzione monoflorale che si riesce ad avere è in Abruzzo. Spesso, si devono posizionare gli alveari su terreni scoscesi e impervi e questo scoraggia moltissimo la produzione. Il miele di stregonia è un miele molto chiaro e delicato, che tende a rimanere liquido a lungo.

### Miele Elvish
Il miele Elvish è il più costoso al mondo (5.000 euro al chilo) poiché viene prodotto in piccolissime quantità solo in una caverna profonda 1800 metri che si trova nel nord est della Turchia, nella valle del Saricayr. Il miele prodotto in questa caverna è stato scoperto per caso da un apicoltore, Gunay Gunduz.

### Mieli sardi
I mieli sardi sono tra i migliori, come il miele di corbezzolo, asfodelo e lavanda (L. stoechas).

## Importanza economica ed emergenze nell'apicoltura
Oltre al ruolo diretto nella produzione del miele, l'ape è un indicatore biologico della qualità dell'ambiente e attualmente rappresenta una delle emergenze ecologiche in corso. Il maggior produttore di miele è l'Argentina che ha ridotto del 27% le sue 75.000 tonnellate annue. In Italia nel 2007 sono morte il 50% delle api, persi 200.000 alveari e 250 milioni di euro nel settore agricolo.
Le api muoiono per varie cause, non sempre del tutto identificate: cause ambientali, mutamento climatico, la varroa e altri antagonisti naturali, l'uso indiscriminato dei fitofarmaci. Gli alveari si spopolano per il fenomeno del CCD (Colony Collapse Disorder). In vari paesi, i regolamenti fitosanitari e le autorizzazioni all'uso dei fitofarmaci impongono, da decenni, vincoli ai trattamenti fitoiatrici al fine di tutelare l'attività delle api e degli insetti pronubi in generale. Uno dei vincoli di maggiore ricorrenza per molti principi attivi è il divieto di eseguire trattamenti, anche non insetticidi, nel corso della fioritura.

## Metafore e simboli con le api
L'ape, emblema dell'operosità, è fin dai tempi antichi un insetto simbolico in miti, leggende e religioni, noto certamente già dalla preistoria per la propria utilità. Si ha notizia da pitture murali rinvenute nella Cueva de la Araña, presso Bicorp, provincia di Valencia (Spagna), che già nel periodo magdaleniano l'uomo sfruttava le api per trarne il miele.
Nella mitologia greca erano considerate messaggere delle Muse per la loro sensibilità ai suoni, ma anche il simbolo del popolo obbediente al suo re. Quando, secondo la leggenda, Zeus bambino fu nascosto dalla madre Rea in una grotta del monte Ida a Creta per sottrarlo al padre Crono che voleva divorarlo, fu nutrito, oltre che dal latte della capra Amaltea, da un miele prodotto dalle api locali.
Essendo il miele nell'antichità l'unica fonte di zucchero, l'ape, sua produttrice, era tenuta in alta considerazione. A ciò, probabilmente, è dovuta la sua connessione al tema della bugonia, ovvero dell'origine della vita - in questo caso lo sciame - da carcasse di animali sacrificati, di solito buoi, come indica il nome, ma anche leoni. Gli episodi più noti sono narrati da Virgilio nelle Georgiche (IV, 528,-558), ripreso da Ovidio nei Fasti (I, 363-380) e dall'Antico Testamento (Giudici, 14,14).

Particolarmente considerata era l'organizzazione dell'alveare, descritta con ammirazione da Plinio il Vecchio e presa a paragone per la sua laboriosità dallo stesso Cicerone. L'ape era anche simbolo del coraggio, per la sua determinazione nell'attaccare gli aggressori e della verginità. Anche Virgilio esalta la purezza delle api «… che non si abbandonano all'amore, non si infiacchiscono nei piaceri e non conoscono né l'unione dei sessi, né i dolorosi sforzi del parto.» e Plutarco afferma che le api puntano il loro pungiglioni contro chi è schiavo dei piaceri del sesso. Non stupisce quindi che anche l'iconologia cristiana abbia considerato molto positivamente la figura simbolica dell'ape. San Francesco di Sales paragona, nel suo Traité de l'amour de Dieu, l'anima dell'uomo nel corso della sua vita terrestre ad un'ape, paragone già formulato nel testo Vitis mystica, attribuito a San Bernardo e ripreso da Rudolf Steiner, mentre Dante paragona le anime degli angeli alle api: 
(Dante Alighieri, Divina Commedia, Paradiso, XXXI, 7-9)
 Questa immagine anima-ape era presente anche presso gli antichi egizi, secondo l'egittologo francese Alexandre Moret.
Come simbolo viene utilizzato in Massoneria per indicare l'operosità laboriosa di tutti i Fratelli.

Arma della famiglia Barberini

In araldica troviamo le api inserite nel blasone dell'Abbazia di Nôtre Dame de Melleray (dipartimento della Sarthe), così come fecero molti altri abati e badesse, mentre tre api campeggiano su sfondo azzurro nello stemma dei Barberini, riprese nella famosa fontana del Bernini a Roma, scolpita su richiesta di Papa Urbano VIII (Maffeo Barberini) e oggi posta all'angolo di Piazza Barberini con Via Vittorio Veneto.
Tuttavia le api hanno ispirato anche una simbologia negativa: nell'Antico Testamento si trova in Isaia che le api sono assimilate alle mosche quali insetti fastidiosi, dei quali il Signore annuncia un'invasione, pronosticando con questo un'invasione assira, così come ne i Salmi; mentre Eucherio di Lione, dopo averle lodate, le porta a paragone di persone malvagie ed iraconde che, come le api «…hanno il miele in bocca ed il pungiglione nascosto nella coda. […] parlando infatti nutrono con un dolce miele e in pari tempo feriscono con il pungiglione.»
Nell'album di Marco Masini Il giardino delle api (2005), contenente l'omonimo brano, le api sono elemento allegorico.